# Лутовинівка
Лутови́нівка — село в Україні, у Козельщинській селищній громаді Кременчуцького району Полтавської області. Населення становить 1870 осіб. До 2017 орган місцевого самоврядування — Лутовинівська сільська рада.

## Географія
Село Лутовинівка знаходиться на лівому березі річки Рудька, нижче за течією на відстані 2,5 км розташоване смт Козельщина, на протилежному березі — село Ганнівка. Через село проходить залізниця, станція Ганнівка.

## Населення

### Мова
Розподіл населення за рідною мовою за даними перепису 2001 року:
| Мова            | Кількість | Відсоток |
| --------------- | --------- | -------- |
| українська      | 1810      | 96.79%   |
| російська       | 52        | 2.78%    |
| румунська       | 3         | 0.16%    |
| білоруська      | 1         | 0.05%    |
| інші/не вказали | 4         | 0.22%    |
| Усього          | 1870      | 100%     |

## Історія
У середині XVIII ст. землі, де нині знаходиться с. Лутовинівка були даровані царицею Катериною ІІ надвірному раднику Федору Лутовинову за особливі заслуги перед державою. Саме тут він і оселився з родиною, прихопивши з собою родини кріпаків Блінових та Нерябових. У 1810 році він мав орні та сінокосні землі і кілька селянських хат, у тому числі і для охорони панського лісу. Село належало в цей час до Кобеляцького повіту Полтавської губернії.
Під час перепису населення 1859 року у селі було 43 двори та 327 жителів.
Село розвивалося, в основному, завдяки будівництву Харківсько-Миколаївської залізниці (тепер Південня) і станції Ганнівка, яка пролягла через землі поміщика Гана поруч з землями Лутовинова.
У 1899 з ст. Ганівка відправлено 450 тис. пудів різних вантажів. Основну частину становив хліб (400 тис. пудів), який вивозився переважно до Миколаєва.
За переписом 1900 року у Лутовинівці Бригадирівської волості Кобеляцького повіту записана одна Лутовиніська сільська громада селян-власників; 100 дворів, 562 жителя.
На 1910 р. - 108 господарств, 651 житель.  У 1910 р. відбувся перший випуск учнів Лутовинівської початкової школи.
Радянський режим проголошено в січні 1918 року.
Під час німецько-австрійської окупації і громаданської війни жителі Лутовинівки боролися в складі Бригадирівського загону партизан, яким керували член РСДРП з 1905 р. Я. Х. Чесак і член більшовицької партії з 1917 р. О. Д. Батир.
У першій половині 1918 року село захопили григор'євці. 17 травня Лутовинівку та Ганнівку було визволено червоноармійськими загонами. Лутовинівські паризани в складі Полтавської повстанської бригади під командуванням Я. Р. Огія брали участь в боях проти денікінців.
З відновленням радянського режиму увійшла до складу Козельщинської сільради, з 7.ІІІ.1923р.  - Бригадирівського району Кременчуцького округу.
На 7.ІХ.1923 - налічувалось 866 жителів, 17.ХІІ.1926 - 154 господарства 732 жителя.
У 1929 р. створено сільськогосподарську артіль "Червоний партизан", у 1931 р. Бригадирівську МТС яка до організації Хорішківської МТС (1936 р.) обслуговувала всі колгоспи району.
У 30-ті роки ула центром сільради, з 1933 року у складі Козельщинського району.
У період німецько-нацистської окупації (15.ІХ.1941 - 25.ІХ.1943) частина жителів села Лутовинівка входила до підпільної групи, яку очолював П. К. Сірик.
Гітлерівці вивезли на примусові роботи до Німеччини 88 юнаків та дівчат. Зруйнували та спалили будівлі колгоспу, школу, МТС, сінний пункт та "Заготзерно", залізничний вокзал, 25 хат і господарських будівель села.
У повоєнні роки у селі працював Лутовинівський комбінат хлібопродуктів.
12 червня 2020 року, відповідно до розпорядження Кабінету Міністрів України № 721-р «Про визначення адміністративних центрів та затвердження територій територіальних громад Полтавської області», село увійшло до складу Козельщинської селищної громади.
19 липня 2020 року, в результаті адміністративно - територіальної реформи та ліквідації Козельщинського району, село увійшло до складу новоутвореного Кременчуцького району.

## Економіка
- ВАТ «Лутовинівський маслосирзавод».
- ПП «Лутовинівське».
- ВАТ «Козельщинський райагропостач».

## Об'єкти соціальної сфери
- Дитячий садочок «Ромашка».
- Школа І-ІІ ст.